# Walesoma castaneum
Walesoma castaneum är en mångfotingart som beskrevs av Karl Wilhelm Verhoeff 1928. Walesoma castaneum ingår i släktet Walesoma och familjen orangeridubbelfotingar. Inga underarter finns listade i Catalogue of Life.